# Fardume slott

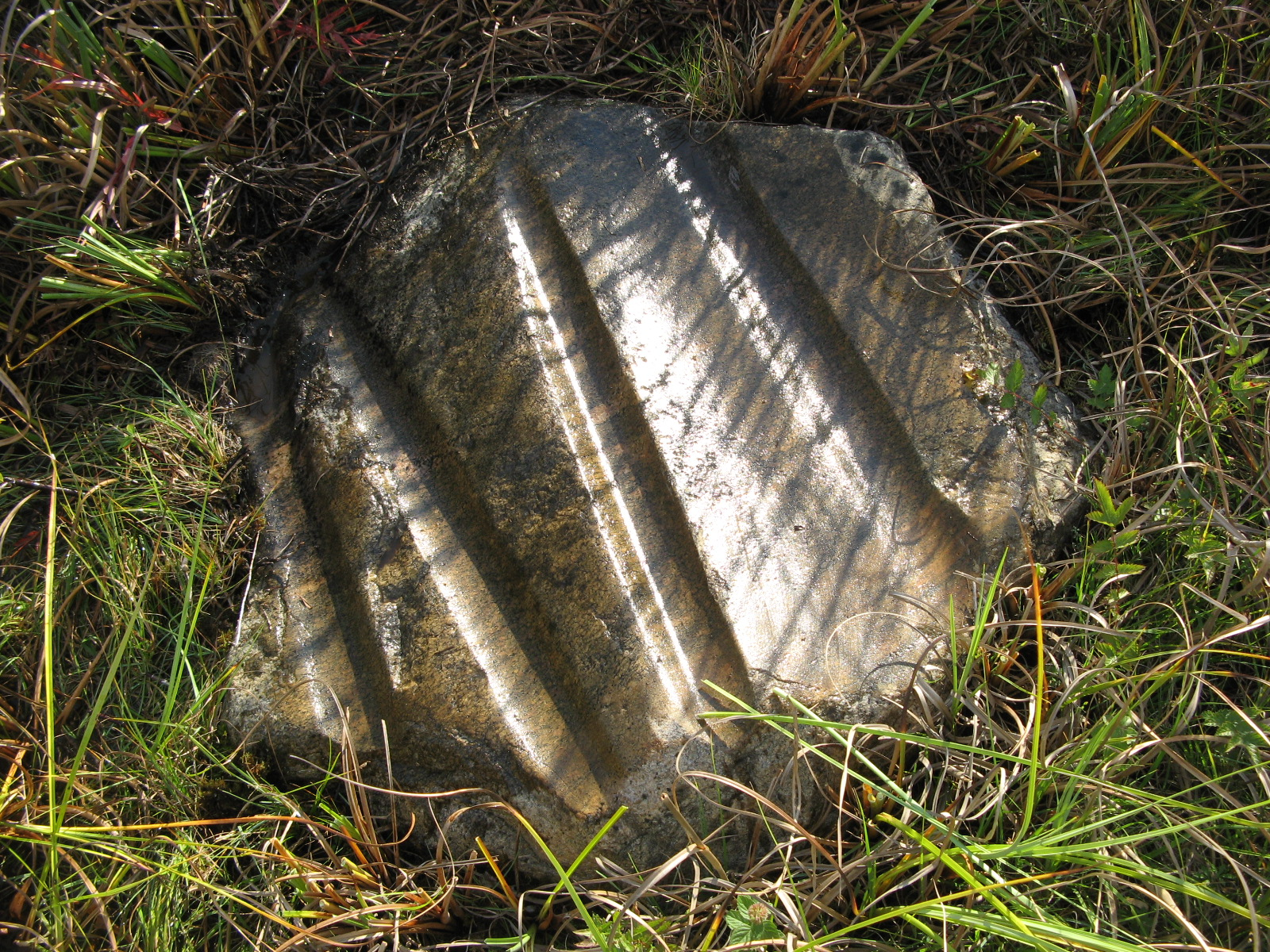
Wetzrillen

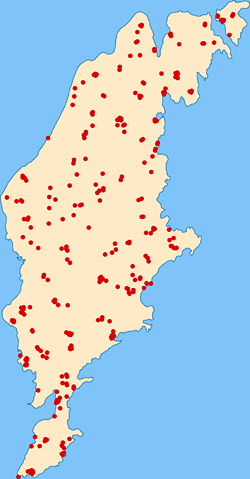
Karte der Sliprännor auf Gotland

Fardume slott und Sören Norbys källare sind zwei mittelalterliche Steinhäuser beim Hof Fardume im Kirchspiel Rute auf der schwedischen Insel Gotland. Auf einer Anhöhe nordöstlich des Fardumeträsk (See), mit Ausblick über den See, Äcker, Weiden und das Meer, liegt der Hof Fardume. 
Hier stehen die Ruinen zweier Gebäude: „Fardume slott“ (Schloss Fardume), auch „Mynttornet“ (Münzturm) genannt, und „Sören Norbys källare“ (Sören Norbys Kellerei), die typisch sind für die Siedlungsstruktur auf Gotland während dieser Periode.

## Fardume slott

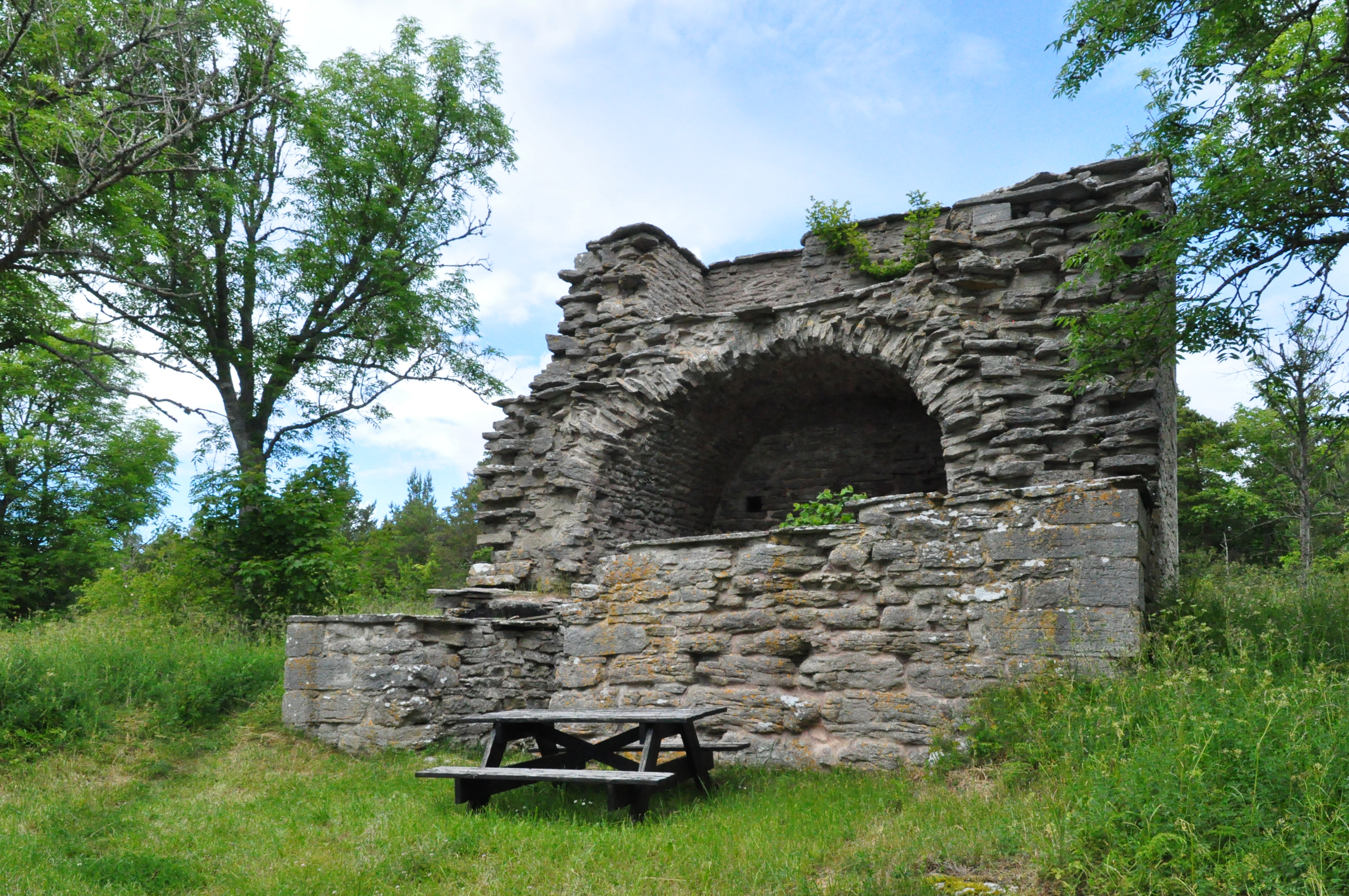
Mynttornet

Unmittelbar östlich der Kellerei liegt die Ruine des quadratischen Turms Mynttornet. Der sogenannte Kastal misst acht auf acht Metern. Dieser ist dreistöckig erhalten und besitzt sehr starke Mauern aus Kalkstein. Für die Ecken und Einfassungen verwendete man behauene Steine. Wahrscheinlich hatte der Turm ursprünglich fünf Stockwerke. Der Zugang des Verteidigungsturms lag im ersten Obergeschoss. Türme dieser Art wurden im 12. oder zu Beginn des 13. Jahrhunderts errichtet. Es ist denkbar, dass er in friedlichen Zeiten zu Wohnzwecken umgenutzt wurde. 

## Sören Norbys källare

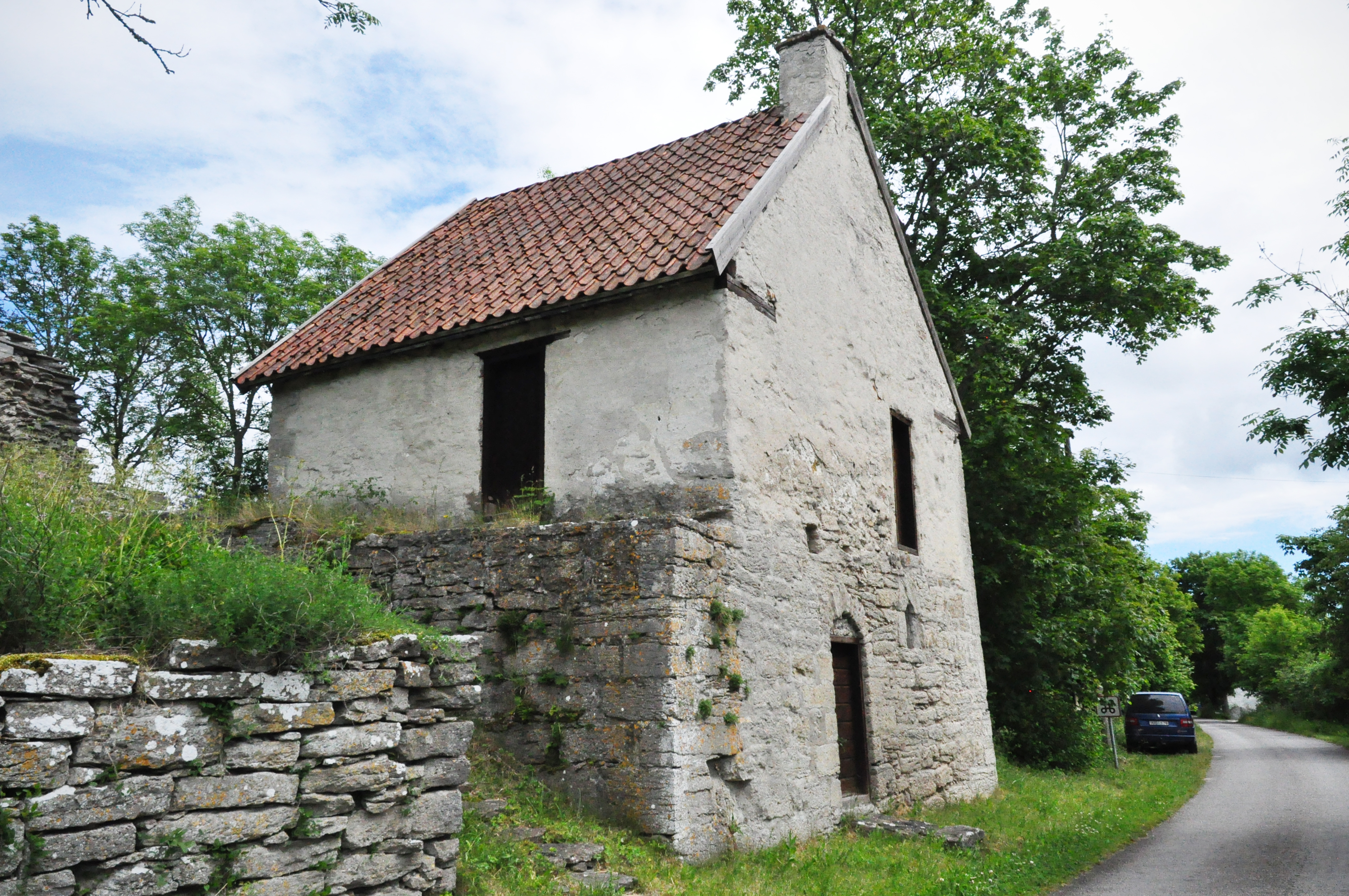
Sören Norbys källare

Die sogenannte Kellerei liegt mit dem Giebel zur Straße. Das einstöckige Gebäude mit Satteldach besteht aus einem Vorratsraum mit Tonnengewölbe, rundbogigem Eingang und gewölbtem Fenster. Über dem Keller, in den Hang hinein, erheben sich Mauerreste, eventuell eines Wohngebäudes. Dieser Teil besteht aus einem kleinen Vorraum und einem größeren Raum mit Spuren einer Feuerstelle und eines Herdes. Möglicherweise hat es hier eine weitere Etage und einen Bodenraum gegeben. 
Ob die Häuser in irgendeiner Verbindung zum dänischen Landesherren Søren Norby stehen, ist unklar. Die Gebäude und das umliegende Gebiet sind Eigentum des Vereins Gotlands Fornvänner und der Allgemeinheit zugänglich.